# Глиње (Угљевик)
Глиње је насељено мјесто у општини Угљевик, Република Српска, БиХ. Према попису становништва из 2013. у насељу је живио 461 становник.

## Становништво
Уз Атмачиће, Јањаре и Средњу Трнову, Глиње су село са већинским муслиманским становништвом. У оквиру мјесне заједнице Глиње налази се заселак Тавна, са већинским српским становништвом. Прије рата у Глињама је било 108 кућа и 650 становника. Велики број становника радио је у иностранству, а један број је радио и у Руднику и термоелектрани „Угљевик“. Након рата, џамија, која је била срушена за вријема сукоба, је обновљена, а у село се вратило око 70% становника.
| Националност       | 1991.        | 1981.        | 1971.        |
| Муслимани          | 563 (86,88%) | 569 (85,56%) | 581 (85,07%) |
| Срби               | 79 (12,19%)  | 94 (14,14%)  | 99 (14,49%)  |
| Југословени        | 1 (0,15%)    | 2 (0,30%)    |              |
| остали и непознато | 5 (0,77%)    |              | 3 (0,44%)    |
| Укупно             | 648          | 665          | 683          |

1. ↑  Муслимани се данас изјашњавају као Бошњаци.